# サウンドテスト

## 概要
元はコンピュータゲームでBGMや効果音が正常に再生できるかをテストするために用意されていたものだが、近年ではゲームをクリアした後の特典などで実装されるようになってきた。
サウンドテストを利用できる場合、初期状態から利用できる場合もあれば、一定の条件を満たすことで利用できる場合もある。
初期状態から利用できる場合
購入した直後の初期状態で、特に条件もなくサウンドテストを利用できるタイトルもある。
例：リッジレーサーシリーズ（シリーズのうち、『初代』・『レボリューション』・『レイジ』ではBGMにCD-DA形式を採用しているため、CDプレーヤーで聴くこともできる）。
一定の条件を満たすことで利用できる場合
ポルノ系ゲーム（または家庭用の美少女ゲーム）などでは、一度エンディングを見ることでサウンドテストが解禁され、利用できるようになるものが多い。
また、近年のスーパーロボット大戦シリーズでは、シナリオやイベントをクリアする毎にサウンドテストで聞ける曲数が増えていく仕組みとなっているものや、クリア後に追加や二周目以降に特定のコマンド入力で出現するものもある。ただし、オープニング曲やエンディング曲は含まれていない事が多い。

## 内容
メーカーやゲームによって収録される内容や、モード名（サウンドテスト、音楽鑑賞モードなど）などの差違はあるが、サウンドテストでは主に以下の内容を再生できる。通常のゲーム内では未使用となったデータを聴ける場合もある。
- BGM
オープニング、エンディングテーマ、フィールドの曲、戦闘シーンの曲など。
- 効果音
打撃や武器がヒットしたときの音や、カーソルの移動音・コマンド決定音・キャンセル音などその他のイベントで使われる効果音。
- キャラクターの台詞
ゲームによっては、キャラクターの台詞まで収録されているのもある（アドベンチャーゲームで、キャラクターの話す台詞を個別に再生させることも可能であるが、データ量が非常に多くなるため、ほとんど見られない）。
例：『バーチャファイター』（セガサターン版）、ぷよぷよシリーズ、大乱闘スマッシュブラザーズシリーズなど